# Ifta
Ifta è una frazione della città tedesca di Treffurt, nel Land della Turingia.

## Storia
Il 1º gennaio 2019 il comune di Ifta venne aggregato alla città di Treffurt.